# Alegeri legislative în Franța, 1973

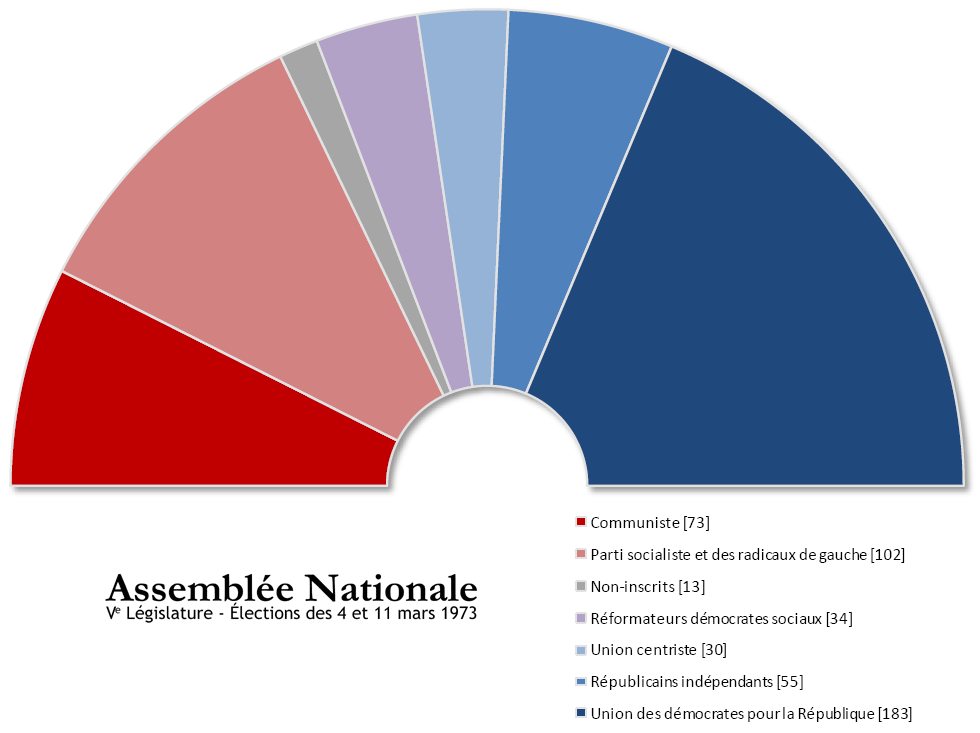
Compoziția Adunării Naționale după alegerile din martie 1973

Alegerile legislative franceze au avut loc pe 4 și 11 martie 1973 pentru a alege a cincea Adunare Națională a Republicii. Pentru a pune capăt crizei din mai 1968, președintele Charles de Gaulle a dizolvat Adunarea Națională și partidul său, Partidul Uniunea Democraților, pentru Republica (UDR), obținând majoritatea absolută a locurilor.
Cu toate acestea, eșecul  referendumului din 1969 a provocat demisia lui. Fostul său prim-ministru Georges Pompidou a fost ales președinte al Franței.
Pentru a răspunde la nemulțumirile exprimate în luna mai 1968, Jacques Chaban-Delmas, Gaullist de stânga, conducând cabinetul a promovat un program de reforme pentru apariția unei “Noi Societăți”, care a pledat pentru dialogul social și liberalizarea politică.
Partea conservatoare s-a îngrijorat de  Majoritatea  Prezidențială și de  însuși Pompidou. Furthemore, Chaban-Delmas a fost acuzat, de circ prezidențial, s-a vrut consolidarea competențelor sale în detrimentul Pompidou. În 1972, Chaban-Delmas se înlocuiește cu Pierre Messmer, un clasic și conservatoar Gaullist.
După rezultatele catastrofale în alegerile prezidențiale din 1969 ,Gaston Defferre a fost înlocuit de Partidul Socialist (PS), format prin fuziunea SFIO cu o serie de cluburi politice din stânga democratică. Doi ani mai târziu, François Mitterrand s-a alăturat Convenției Instituțiilor  Republicane a PS. El a luat partidul în timpul Congresului Epinay, și a propus să formeze o alianță cu Partidul Comunist Francez (PCF). În vederea pregătirii alegerilor legislative, comuniștii și socialiștii au semnat Programul Comun. Partidul Radical s-a divizat asupra chestiunii Programului Comun. Minoritatea de stânga s-a alăturat “Uniunii de Stânga” și a fondat Mișcarea de stânga Radical-Socialist (MGRS). Majoritatea  a creat Reforma Circulației de centru-dreapta. Acest grup nou a susținut independența față de “Uniunea de Stânga” și Majoritatea Prezidențială.
Programul  Comun a fost principala problemă a campaniei. Apăratorii ei au pledat necesitatea de a naționaliza băncile și societățile care au fost într-o situație de monopol. Membrii Majorității Prezidențiale au denunțat un proiect colectivist și au avertizat că sunt  împotriva participării comuniștilor în guvern în cazul în care Stânga  câștigă. În timp ce stânga a câștigat un număr sporit de voturi și parlamentari, Marea Majoritate a câștigat alegerile prezidențiale. UDR Gaullist a pierdut o treime din scaunele parlamentare din cauza creșterii de Stânga și acorduri electorale cu aliații săi, Republicanii Independenti și Centrul, democrație și progres. Messmer a fost confirmat ca prim-ministru.